# Centura de radiații Van Allen

Centura de radiaţii Van Allen

Centura de radiații Van Allen este un tor dublu format din particule de energie (plasmă) aflate în jurul Pământului, reținute de către câmpul magnetic al acestuia. 

## Descoperire
Sub acțiunea forțelor electromagnetice de tip Lorentz, aceste particule descriu traiectorii spirale între cei doi poli magnetici ai Pământului. Rolul de capcană magnetică jucat de câmpul geomagnetic a fost intuit încă din anul 1907 de Carl Størmer, care a prevăzut în același timp și mișcarea spirală a particulelor electrizate.
Descoperirea efectivă a centurilor de radiații i se datorează însă lui James Van Allen. Acesta, prelucrând datele transmise de unii dintre primii sateliți artificiali ai Pământului, Explorer 2 și 4, a stabilit existența a două zone de radiații, situate la altitudini diferite (1958). Dintre acestea, centura internă de radiații se întinde între 1.000 și 6.000 km altitudine și este compusă în special din protoni de mare energie (10—200 megaelectronvolți), iar centura externă de radiații se întinde între 15.000 și 25.000 km și este compusă în special din electroni de mare energie (1—200 kiloelectronvolți).
În afară de aceste două centuri, a fost descoperită, în 1963, o a treia centură de radiații, compusă în special din electroni și situată la altitudini de peste 7.000 km.
Studiul centurilor de radiații și explorarea ulterioară a magnetosferei — regiune a spațiului periterestru în care se manifestă cu preponderență acțiunea câmpului geomagnetic — a permis interpretarea teoretică a originii lor și investigarea fenomenelor din atmosfera înaltă (cum sunt, de pildă, aurorele polare). Totodată, a putut fi evitat pericolul de iradiere a echipajelor spațiale prin confecționarea corespunzătoare a învelișului navelor cosmice.